# Ovide Musin
Ovide Musin   (Nandrin, 22 de setembre de 1854 - Brooklyn, 30 d'octubre de 1929) va ser un violinista i compositor romàntic belga.

## Biografia
Ovide Musin és un dels representants més importants de l'anomenada escola de violí franco-belga del segle xix i principis del XX.
Als sis anys, Musin va rebre un violí infantil del seu pare com a regal. Un contrabaix amateur del poble li va donar les primeres instruccions sobre com tocar. A partir d'aleshores, Musin va tocar cançons que havien estat gravades un cop d'oïda. Tres anys després, un violinista de Lieja se’n va adonar i va recomanar als pares que donessin al nen una educació musical sòlida. L'octubre de 1863, després d'un examen d'accés al Conservatori de Lieja, va ingressar a la classe de Désiré Heynberg (1831–1897), que va formar nombrosos violinistes importants. Al mateix temps, Musin assistia a classes d'educació general en una escola secundària després de classes de música al matí.
Al mateix temps que Eugène Ysaÿe, va rebre el "segon premi" el 1867, el "primer premi" el 1869 i el 1870 va aprovar l'examen de qualificació de concert amb la "médaille d'or". Durant els seus estudis, ell i els seus companys de classe Eugène Ysaÿe, César Thomson i Martin Pierre Marsick van adquirir experiència orquestral en el conjunt del "Pavillon de Flore", dirigit per Nicolas Ysaÿe, el pare d'Eugène.
A causa de la guerra francoprussiana, el violinista Hubert Leonard va fugir a la seva ciutat natal el 1870 i va obrir una classe de formació avançada al Conservatori de Lieja, a la qual va entrar Musin. Al final del curs acadèmic va obtenir un lloc com a mestre de concerts al "Kursaal Orkest" de l'aleshores de moda a Ostende, que estava sota la direcció de Jean-Baptiste Singelée. Aquí tenia cinc concerts importants i diverses aparicions de música de cambra a la setmana. Allà va conèixer Henryk Wieniawski, a qui va poder tocar el seu primer Caprici de concert.
El 1872 Ovide Musin va començar els seus estudis a París, amb Léonard, que hi havia tornat. Durant aquest temps es va guanyar la vida amb actuacions en solitari i la pertinença a un quartet de corda. Léonard va introduir Musin als salons socials parisencs, on va conèixer a músics com el seu compatriota César Franck, però també a Camille Saint-Saëns, Gabriel Fauré i Raúl Pugno, així com a escriptors com Jules Verne, Émile Zola o Guy de Maupassant i altres Personatges públics. Aquests contactes li van permetre construir una xarxa de relacions que va ser útil en la seva carrera internacional.
Camille Saint-Saëns va dedicar a Musin el Morceau de concert pour violon, avec accompagnement d'orchestre ou de piano op.62, que de vegades es considera el seu quart concert per a violí.
Durant la seva carrera en solitari, Musin va oferir concerts a totes les principals sales de concerts d'Europa, Amèrica del Nord i Llatinoamèrica, Austràlia i Nova Zelanda, però també a les principals ciutats de la Xina i el Japó. Durant la seva primera gira pels Estats Units, va conèixer la seva futura esposa, la soprano Anna Louise Tanner, filla d'un jutge del Tribunal Suprem dels Estats Units. Es van casar a Brooklyn el 7 d'octubre de 1891. La parella va fer junts altres grans gires de concerts.
A causa de l'edat de la seva mare, Musin va tornar a Lieja, on va assumir la classe de César Thomson, que va ser nomenat al Conservatori de Brussel·les. Després de la mort de la seva mare, va tornar a Nova York el 1909 per dirigir l'Escola de violí belga d'Ovide Musin, que havia estat fundada un any abans.
Ovide Musin descriu les seves gires, experiències i trobades de concerts internacionals en un detallat quadern de viatge, que va publicar en forma de llibre sota el títol Un Violoniste aux Antipodes. Va escriure tota la seva història de vida i el seu llegat musical en quatre volums, que van aparèixer el 1920 com My Memories: Un mig segle d'aventures i experiències i viatges al món escrits per ell mateix a la "Musin Publishing Company de Nova York".

## Obres (selecció)
- Ma Belle Amie, Singing Waltz, Londres, 1882
- Mazurka de Concert: per a violí i piano, Nova York, Eddy E. Schuberth, 1887
- Caprici de Concert, op. 6, Nova York, E. Schuberth, 1893
- Vals de concert per a violí amb acompanyament de piano: op. 7, Nova York, E. Schuberth, 1893
- Cançó de bressol per a violí amb acompanyament de piano, op. 9, Nova York, E. Schuberth, 1893
- Mazurka romàntica, op. 11, núm. 3, Nova York, Carl Fischer, 1898
- Mazurka de bravoure, op. 14, núm. 2, Nova York, Carl Fisher, 1898
- Paràfrasi de "Paraules del cor", op. 16
- Mazurka elegante: per a violí amb acompanyament de piano, op. 25, núm. 4, Nova York, O. Musin Publishing, 1912
- El rossinyol (Le Rossignol), op. 24, Nova York, O. Musin Publishing, 1912
- Escola belga de violí, vol. 4 (22 exercicis diaris especials: per a violí, amb escates), editorial O. Musin, 1915
- Segon vals de concert
- Capriccio notturno.